# Ageo
Ageo (Japans: 上尾市, Ageo-shi) is een stad in de prefectuur  Saitama, Japan. In 2013 telde de stad 225.011 inwoners. Ageo maakt deel uit van de metropool Groot-Tokio.

## Geschiedenis
Tijdens de Edoperiode bestond Ageo als het dorp Ageo-juku. De stad werd op 15 juli 1958 gesticht.

## Partnersteden
- Ueda, Japan
- Hangzhou, China sinds 2004

Steden:
Ageo · Asaka · Chichibu · Fujimi · Fujimino · Fukaya · Gyoda · Hanno · Hanyu · Hasuda · Hidaka · Higashimatsuyama · Honjo · Iruma · Kasukabe · Kawagoe · Kawaguchi · Kazo · Kitamoto · Koshigaya · Konosu · Kuki · Kumagaya · Misato · Niiza · Okegawa · Saitama (hoofdstad) · Sakado · Satte · Sayama · Shiki · Shiraoka · Soka · Toda · Tokorozawa · Tsurugashima · Wako · Warabi · Yashio · Yoshikawa

Districten:
Chichibu · Hiki · Iruma · Kitaadachi · Kitakatsushika · Kodama · Minamisaitama · Osato
Gemeenten per district